# Cult of Personality
Cult of Personality est une chanson du groupe de rock américain Living Colour, deuxième single de leur premier album studio Vivid (1988). La chanson sort le 14 juillet 1988 et atteint la treizième place du Billboard Hot 100 et la neuvième du Billboard Rock Tracks. Elle remporte le Grammy Award de la meilleure performance hard rock lors de la 32e cérémonie des Grammy Awards, le clip gagnant le MTV Video Music Award de la meilleure vidéo de groupe et le MTV Video Music Award du meilleur nouvel artiste.
Le guitariste et fondateur du groupe, Vernon Reid, décrit la chanson comme très spéciale pour le groupe, non seulement pour son succès commercial, mais parce qu'elle a été essentiellement écrite lors d'une seule séance de répétition. Le riff est trouvé par hasard alors qu'ils jouaient autre chose. Le titre vient d'un phénomène psychologique appelé culte de la personnalité et les paroles contiennent de nombreuses références politiques.
La chanson a été classée n°69 sur les « 100 plus grandes chansons de hard rock » de VH1. Le solo a été classé n°87 dans la liste « 100 plus grands solos de guitare » de Guitar World. Elle a été sélectionnée pour être incluse dans le livre de référence musical 1001 Songs You Must Hear Before You Die: And 10,001 You Must Download.

## Contexte et composition
Le titre vient du rapport anti-Staline Sur le culte de la personnalité et ses conséquences de 1956 du dirigeant soviétique Nikita Khrouchtchev. Lors des répétitions au loft du groupe à Brooklyn en 1987, le chanteur Corey Glover fredonnait quelques notes. Le guitariste Vernon Reid a ouvert son petit carnet de citations et de phrases pour une inspiration et s'est tourné vers une page où il avait griffonné : « regardez dans mes yeux, que voyez-vous ? Le culte de la personnalité » (Look in my eyes, what do you see? The cult of personality), premières lignes de la chanson.
Le riff est improvisé lors de la même répétition : « ce riff cool avait une ambiance à la Zeppelin, mais aussi un truc avec l'orchestre de Mahavishnu. C'était basé sur une série de notes que Corey avait chantées – ma tentative de répéter cela [à la guitare]. J'avais déjà les paroles, mais avec la musique, ça a très vite pris une vie propre ».
En 2018, Reid déclare : « l'idée était de dépasser la dualité de : c'est une bonne personne et c'est une mauvaise personne. Qu'est-ce que le bien et le mal ont en commun ? Y a-t-il quelque chose qui unit Gandhi et Mussolini ? Pourquoi sont-ils qui ils sont ? Et une partie de cela est le charisme ». En 2016, il déclare également : « Cult of Personality parlait de célébrité, mais à un niveau politique. Il demandait ce qui nous poussait à suivre ces individus plus grands que nature mais toujours des êtres humains ».

## Personnalités politiques
Cult of Personality comprend plusieurs extraits audio de discours de dirigeants politiques du XXe siècle.
La chanson commence par une citation issuee du début de Message to the Grass Roots, un discours de Malcolm X.
Lors d'un silence à 4:35, le discours inaugural de John F. Kennedy se fait entendre : « ne demandez pas ce que votre pays peut faire pour vous ».
La chanson se termine par Franklin D. Roosevelt disant « la seule chose que nous devons craindre est la peur elle-même », extrait de son discours inaugural.
Les paroles mentionnent Kennedy, Benito Mussolini, Joseph Staline et Mahatma Gandhi. Selon Vernon Reid, Adolf Hitler était à l'origine également dans les paroles, mais a été retiré de peur que se référer à lui soit mal interprété et trop controversé.

## Classements
| Chart (1989–1991)              | Peak position |
| ------------------------------ | ------------- |
| Australia (ARIA)               | 54            |
| Canada (Top Singles)           | 84            |
| Nouvelle-Zélande (RMNZ)        | 3             |
| Royaume-Uni (UK Singles Chart) | 67            |
| États-Unis (Hot 100)           | 13            |
| États-Unis (Mainstream Rock)   | 9             |
| US Cash Box Top 100            | 8             |

| Chart (2021)                      | Peak position |
| --------------------------------- | ------------- |
| US Rock Digital Songs (Billboard) | 21            |

## Dans la culture populaire
- Le catcheur et pratiquant d'arts martiaux mixtes CM Punk utilise la chanson comme musique d'entrée à la WWE[13], Ring of Honor, Ultimate Fighting Championship[14], et All Elite Wrestling. Living Colour a interprété la chanson en direct à l'occasion du pay-per-view WrestleMania 29 ainsi qu'à WrestleMania 41.

- La chanson apparaît sur la station de radio Radio X dans le jeu vidéo Grand Theft Auto: San Andreas[15].

- Un réenregistrement de la chanson apparaît comme une piste jouable dans Guitar Hero III: Legends of Rock et Guitar Hero: Smash Hits.
- La chanson apparaît dans la bande originale du jeu vidéo NBA 2K16.
- La chanson est également entendue dans le film de comédie romantique de 2009 La Proposition, lorsque le personnage de Ryan Reynolds écoute son iPod tout en sculptant un canoë.
- La chanson est présente dans les jeux vidéo musicaux Rock Band Blitz et en contenu téléchargeable pour Rock Band 3 et Rock Band 4.
- La chanson est également présente dans l'épisode final de la série The Walking Dead